# Guettarda tobagensis
Guettarda tobagensis är en måreväxtart som beskrevs av Ignatz Urban. Guettarda tobagensis ingår i släktet Guettarda och familjen måreväxter.

## Underarter
Arten delas in i följande underarter:
- G. t. pittieri
- G. t. tobagensis